# یواس‌اس کامت (اس‌پی-۷۷۲)
یواس‌اس کامت (اس‌پی-۷۷۲) (به انگلیسی: USS Comet (SP-772)) یک کشتی بود. این کشتی در سال ۱۹۱۰ ساخته شد.